# Roland Nilsson
Roland Nilsson (Helsingborg, 1963. november 27. –) svéd labdarúgóedző, korábbi  válogatott labdarúgó.
A svéd válogatott tagjaként részt vett az 1990-es, az 1994-es világ- illetve az 1992-es és a 2000-es Európa-bajnokságon.

## Sikerei, díjai

### Játékosként
IFK Göteborg
- Svéd bajnok (3): 1983, 1984, 1985
- UEFA-kupa győztes (1): 1986–87

Sheffield Wednesday
- Angol kupadöntős (1): 1992–93
- Angol ligakupagyőztes (2): 1991

Helsingborgs IF
- Svéd bajnok (1): 1999

Svédország
- Világbajnoki bronzérmes (1): 1994
- Európa-bajnoki harmadik helyezett (1): 1992

Egyéni
- Az év svéd labdarúgója (1): 1996
- Az év védője Svédországban (2): 1996, 1999

### Edzőként
Malmö
- Svéd bajnok (1): 2010
- Az év edzője Svédországban (1): 2010